# Пелятка (озеро, Якутия)
Пелятка — солёное озеро лагунного типа в Нижнеколымском районе Якутии, Россия. Расположено на крайнем севере Колымской низменности.
Площадь поверхности — 27,8 км². Площадь водосборного бассейна — 104 км². Длина водоёма — 9,9 км, максимальная ширина — 5 км.
Озеро находится в правобережье нижнего течения реки Гальгаваам. Значительных притоков не имеет. Имеет сток в Восточно-Сибирское море через неширокую протоку. Берега низкие, заболоченные, особенно в юго-восточной части, покрыты тундровой растительностью. В 5 км к юго-западу расположено ещё одно крупное озеро, Аттыгыткин.
Населённые пункты на озере отсутствуют. Ближайший населённый пункт, посёлок Черский, находится в 250 км к юго-востоку.